# Битка при Аларкос
Битката при Аларкос (18 юли 1195) е част от Реконкистата. Тя противопоставя армията на Кастилия, начело с крал Алфонсо VІІІ и войските на Алмохадите – африканска династия, която има претенции за испанските земи. Резултатът е победа за мюсюлманите, но тя се оказва последният им голям успех на Пиренейския полуостров.

## Предистория
След края на Кордовския халифат през 1031 г. в земите на полумесеца в Испания се образуват двадесетина малки държави – тайфи. Тази децентрализация, макар да създава по-добри условия за живот на обикнования човек, води до отслабване в борбата срещу християнските държави на север. Не е случайно, че през 1085 г. е унищожена тайфата Толедо и този град – нягогашна столица на Вестготското кралство – е загубен завинаги за мюсюлманите. Събитията принуждават останалите тайфи да се обърнат за помощ към Алморавидите – империя с център в Мароко. Новите нашественици побеждават християните при Саграхас и Уклес, но в същото време подчиняват тайфите. След рухването на тяхната империя тези малки държави преживяват кратък втори разцвет. Притиснати едновременно от Кастилия и от новата африканска сила (Алмохадите), те завинаги изгубват възможността да съществуват самостоятелно в испанския юг.

## Ход на сражението
На 1 юни 1195 г. халиф Абу-Якуб, наречен по-късно Ал-Мансур заради победите си, пристига в Испания и настъпва на север. Влиза в Севиля и Кордоба и се насочва към Толедо. Към него се присъединява неголям контингент кастилци, начело с Педро Фернандес де Кастро, личен противник на краля. Близо до Толедо кастилците изграждат нова крепост на брега на река Гуадиана, на име Аларкос. Алфонсо VІІІ се обръща за помощ към Леон и Навара, но тъй като те се забавят, решава да действа сам, за да спаси крепостта си. Изпраща група рицари от ордена Калатрава да проучат силата на противника. Берберите обаче ги откриват и нападат. Повечето рицари загиват, но тези, които се спасяват, успяват да отнесат ценна информация до своя крал. Според съвременните оценки армиите са сравнително равностойни – 10 000 рицари и още толкова по-леко въоръжени войници в християнския лагер и 25 – 30 хиляди в мюсюлманския.
Алфонсо VІІІ разполага силите си на един хълм край крепостта. Въпреки че е респектиран от събралото се мюсюлманско множество, той решава да поеме инициативата. Като могъща вълна рицарската конница се спуска по склона с блестящи брони и насочени напред копия. Арабските хронисти, които присъстват, описват това зрелище с възхищение. Сред воините на Аллах се усеща пристъп на паника и се налага великия везир Абу Хафас да крещи окуражителни думи. Той обещава на всеки загинал, че ще отиде в рая, където 77 девици ще го чакат на балдахинено легло, за да задоволят всяко негово желание. И наистина, мюсюлманската войска удържа на удара. Кастилските конници се разбиват в противниковите копия, падат в кръв и се превръщат в ужасяваща камара. В лютия бой Абу Хафас е убит, но когато вижда това халифът скача на крака и лично продължава да командва. С резервните части той заобикаля рицарите и печели тактическо предимство. Боят достига апогея си – „прахът, който вдигаха вкопчените една в друга армии, бе толкова гъст, че закриваше слънцето и денят се превърна в нощ“, разказва един арабски хронист.
Алфонсо VІІІ безразсъдно се опитва да се намеси с последните запазени войници, ала това изглежда като самоубийство. Телохранителите му го отвеждат почти на сила в посока на град Калатрава. Кастилската армия претърпява едно от най-тежките си поражения.

## Последици
Въпреки категоричния успех, битката при Аларкос не променя значително ситуацията в Испания. Войските на Абу-Якуб завземат Аларкос, Калатрава, Трухильо и Талавера, но не атакуват Толедо, който е бил главната им цел. Самият халиф е по-скоро предпазлив и пропуска шанса за по-мащабно настъпление. Поражението обаче се отразява на отношенията между кралствата Леон и Кастилия. Техните владетели Алфонсо VІІІ и Алфонсо ІХ са братовчеди и при това с номера от една и съща поредица, но въпреки това започва открита война. Накрая и двамата се принуждават да се признаят за васали на мюсюлманите. Във всеки случай, когато отново се очертава толкова голямо сражение (при Лас Навас де Толоса), християнските кралства се обединяват, поучени от опита при Аларкос.